# Малий Супій
Малий Супій — річка в Україні, у Броварському й Бориспільському районах Київської області. Права притока Супою. (басейн Дніпра).

## Опис
Довжина річки 15 км, похил річки — 0,47 м/км. Площа басейну 91,6 км². Деякі ділянки пересихають.

## Розташування
Бере початок у селі Жуківка. Тече переважно на південний схід через Малу Супоївку, між селами Кулябівка та Тужилів протікає через Кирильське озеро, а біля Соколівщини впадає до річки Супій, ліву притоку Дніпра.
Населені пункти вздовж берегової смуги: Кулябівка, Тужилів.
Річку перетинає автомобільний шлях Т 1018